# Tine Sundtoft
"Kristine" Tine "Sundtoft" (født 19. april 1967 i Lillesand) er en norsk politiker i Høyre. Hun var miljøminister og klima- og miljøminister i  Solberg-regeringen fra 16. oktober 2013 til 16. december 2015. Sundtoft var 2. suppleant for Aust-Agder 1989-1993.

## Eksterne links
- Wikimedia Commons har flere filer relateret til Tine Sundtoft